# 清國王
璧（？—前432年），是古朝鲜之箕子朝鲜的君主，子姓。东史年表认为在位於前465年至前432年，諡號淸國王（韓語：청국왕），後王位由兒子澄繼承。